# Klein Holding
Die Klein Holding GmbH mit Sitz im nordrhein-westfälischen Burbach ist die Muttergesellschaft und höchste Konsoldierungsebene der Expert-Klein-Gruppe. Sie betreibt Elektrofachmärkte unter dem Namen Expert Klein und ist der Fachhandelskooperation Expert angeschlossen. Das Unternehmen betreibt 25 Elektro-Fachmärkte in Nordrhein-Westfalen, Hessen, Rheinland-Pfalz, Bayern und dem Saarland.

## Geschichte

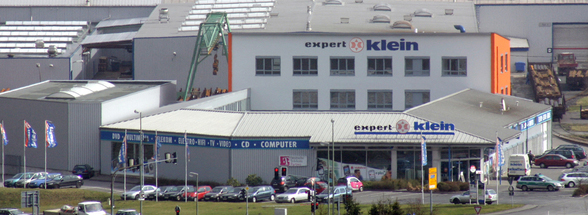
Expert-Klein-Hauptsitz in Burbach

Vor über 140 Jahre gründete Ferdinand Klein, der Ururgroßvater des heutigen Firmenchefs Philipp Klein, in Burbach eine Klempnerei und einen Handel mit Haushaltswaren, die er persönlich herstellte. Der Bau der Ortswasserleitung 1899 in Burbach ermöglichte eine Ausweitung des Geschäftsbetriebes auf die Ausführung von Wasserinstallationsarbeiten und der damals noch sehr bescheidenen Sanitäreinrichtungen. Die wachsende Zahl von Aufträgen führte schließlich dazu, dass der fleißige Unternehmer ein Geschäftshaus in der Ortsmitte kaufte – das spätere Stammhaus.
1912 hielt die Elektrifizierung Einzug in Burbach und Umgebung. Der damals 19-jährige Sohn Walter erwarb zu dieser Zeit die nötigen Kenntnisse im Elektrohandwerk und begann mit der Installation von Elektroanlagen im Raum Burbach. Nach dem Ersten Weltkrieg, in dem Sohn Walter vier Jahre Soldat war, führten Vater Ferdinand und er die Firma weiter und überstanden gemeinsam die schwierige Nachkriegs- und Inflationszeit. 1935 übernimmt Walter Klein das Geschäft von seinem Vater und baut die Betriebsräume weitestgehend um. 
Nach erfolgreichen Jahren bremst der Zweite Weltkrieg das wirtschaftliche Wachstum der Firma Klein. Walter Klein wird zu einer Wehrübung einberufen, und auch seine Söhne Martin und Berthold müssen 1942 und 1944 in den Krieg ziehen. Beide Söhne kehren jedoch unversehrt zurück und beginnen gemeinsam mit ihrem Vater den Wiederaufbau der Firma. Die 50er-Jahre bringen den erhofften Aufschwung und das Geschäft floriert. 
Anlässlich der Krönung von Königin Elisabeth 1953 verkaufte die Firma Klein das erste Fernsehgerät.
Beide Bereiche, das Handwerk und der Verkauf von Elektronik und Elektro-Haushaltsgeräten, wurden danach kontinuierlich ausgebaut. Neue Betriebsgebäude kamen hinzu und vorhandene wurden vergrößert und modernisiert. Auch die Zahl der Mitarbeiter wuchs.
1958 wurde die Firma Klein in eine Kommanditgesellschaft umgewandelt und im Jahr 1969 übernahmen die Brüder Martin und Berthold Klein die Geschäftsführung. Seit Beginn der 1970er-Jahre arbeitete auch Ingeborg Klein, die Frau von Berthold Klein, im Unternehmen mit. 
1986 stieg der Sohn von Berthold Klein, Matthias Klein, nach seiner bestandenen Meisterprüfung mit ins Unternehmen ein. Mit ihm war nun die vierte Generation mit im Boot. 
1991 wurde Matthias Klein Geschäftsführer und Inhaber des Unternehmens und wird Mitglied der „Expert-Fachhandels-Kooperation“. Seither firmieren die Fachmärkte unter „expert klein“. Ab diesem Zeitpunkt wurde stark expandiert. Seit 2007 ist nun mit Philipp Klein, dem Sohn von Matthias Klein, auch die fünfte Generation im Familienunternehmen vertreten. 
Heute ist expert klein mit über 850 Mitarbeiter in 29 Fachmärkten und in 5 Bundesländern vertreten.